# Дунайська СЕС
Дунайська — сонячна електростанція. Розташована в південній частині Одеської області поблизу м. Арциз.
Електростанція будувалась у дві черги. Перша піковою потужністю 21 МВт була здана в експлуатацію у вересні 2012 року, друга — в червні 2013 р.
Сонячна електростанція складається з 182 380 полікристалічних фотоелектричних модулів, 40 станцій інвертора і близько 645 кілометрів кабелю. Загальна потужність електростанції «Дунайська» становить 43,14 МВт, площа земельної ділянки, на якій розташована електростанція, — 80 га. Виробництво електроенергії має сягнути — 54,4 млн кВт-годин на рік. Пікової потужності буде достатньо для того, щоб забезпечити електроенергією всю Арцизьку міську громаду. Крім того, станція має змогу виробляти електроенергію і у похмурі дні, та навіть взимку. Плановий коефіцієнт використання встановленої потужності — 0,15.
В ході будівництва станції в економіку регіону інвестовано близько 900 млн грн. На стадії монтажу електростанції було організовано понад 500 робочих місць. Обслуговують електростанцію 5 осіб. Будівництво здійснювала австрійська група компаній «Activ Solar», за фінансової участі Китаю.